# Османоглу, Омер Фарук
Шехзаде́ Оме́р Фару́к (тур. Şehzade Ömer Faruk), также известен как Оме́р Фару́к Османоглу́ (тур. Ömer Faruk Osmanoğlu); (27 февраля 1898 года, Стамбул — 28 марта 1969 года, Каир) — единственный сын последнего халифа из династии Османов Абдул-Меджида II; дамат (зять) последнего османского султана Мехмеда Вахидеддина. С 1919 по 1924 год был главой футбольного клуба Фенербахче.

## Биография
Омер Фарук родился 27 февраля 1898 года в Стамбуле в семье последнего халифа из династии Османов Абдул-Меджида II и его первой жены Шехсувар Кадын-эфенди. У Омера была младшая сестра Дюррюшехвар-султан, матерью которой была третья жена Абдул-Меджида, Атие Мехисти Кадын-эфенди. Обучался в Султанской школе в Стамбуле и военной академии Потсдама. Участвовал в Первой мировой войне.
Омер был женат на своей кузине Рукие Сабихе-султан, младшей дочери последнего османского султана Мехмеда Вахидеддина от его первой жены Эмине Назикеды Кадын-эфенди. От него Сабиха родила трёх дочерей (Фатьма Неслишах, Зехра Ханзаде и Неджла Хибетуллах), старшая из которых стала последним представителем династии, рождённым до свержения султаната и последним человеком, зарегистрированным в «Книге Османской Династии».
Омер Фарук увлекался футболом и был признан мастером спорта. В 1919 году в возрасте 21 года был назначен главой спортивного клуба Фенербахче; пробыл в этой должности пять лет.
В апреле 1921 года Омер Фарук отправился в Анатолию для участия в войне за независимость Турции. По некоторым данным, шехзаде был послан в Анатолию именно как представитель династии султаном Вахидеддином. Однако, правительство в Анкаре в районе Инеболу дало указание вернуть шехзаде в Стамбул.
В соответствии с Законом № 431 от 3 марта 1924 года, Омер с женой и детьми попал в списки принудительной депортации. Семья переехала в Ниццу, где родилась младшая дочь Неджла и получали образование старшие дочери. Спустя некоторое время, Омер с семьёй перебрался в Швейцарию, а затем во Францию и Египет, где старшая дочь Омера, Неслишах, вышла замуж и стала принцессой-консортом Египта. В 1948 году Омер Фарук развёлся с Сабихой. Некоторое время спустя он женился на Михрибан Михришах-султан, младшей дочери шехзаде Юсуфа Иззеддина (сын султана Абдул-Азиза) от его пятой жены Леман (Юнлюсой) Ханым-эфенди.
Шехзаде Омер Фарук прожил в изгнании 45 лет и умер 28 марта 1969 года в Каире. Спустя 8 лет, 10 марта 1977 года, тело Омера Фарука с особого разрешения правительства было перезахоронено в тюрбе Махмуда II в Джагалоглу, Фатих, Стамбул.